# Anne Morrow Lindbergh

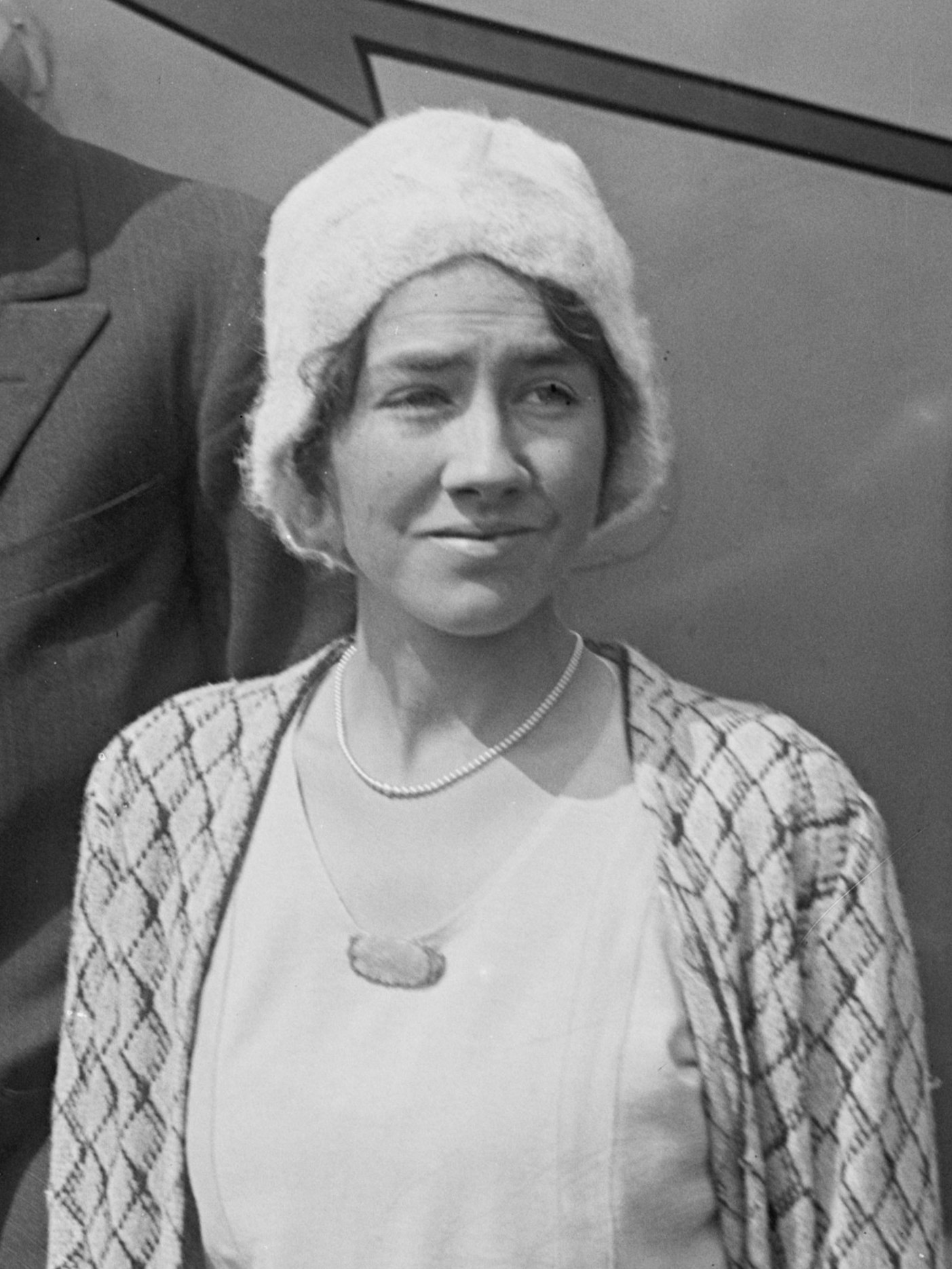
Anne Morrow Lindbergh, 1929.

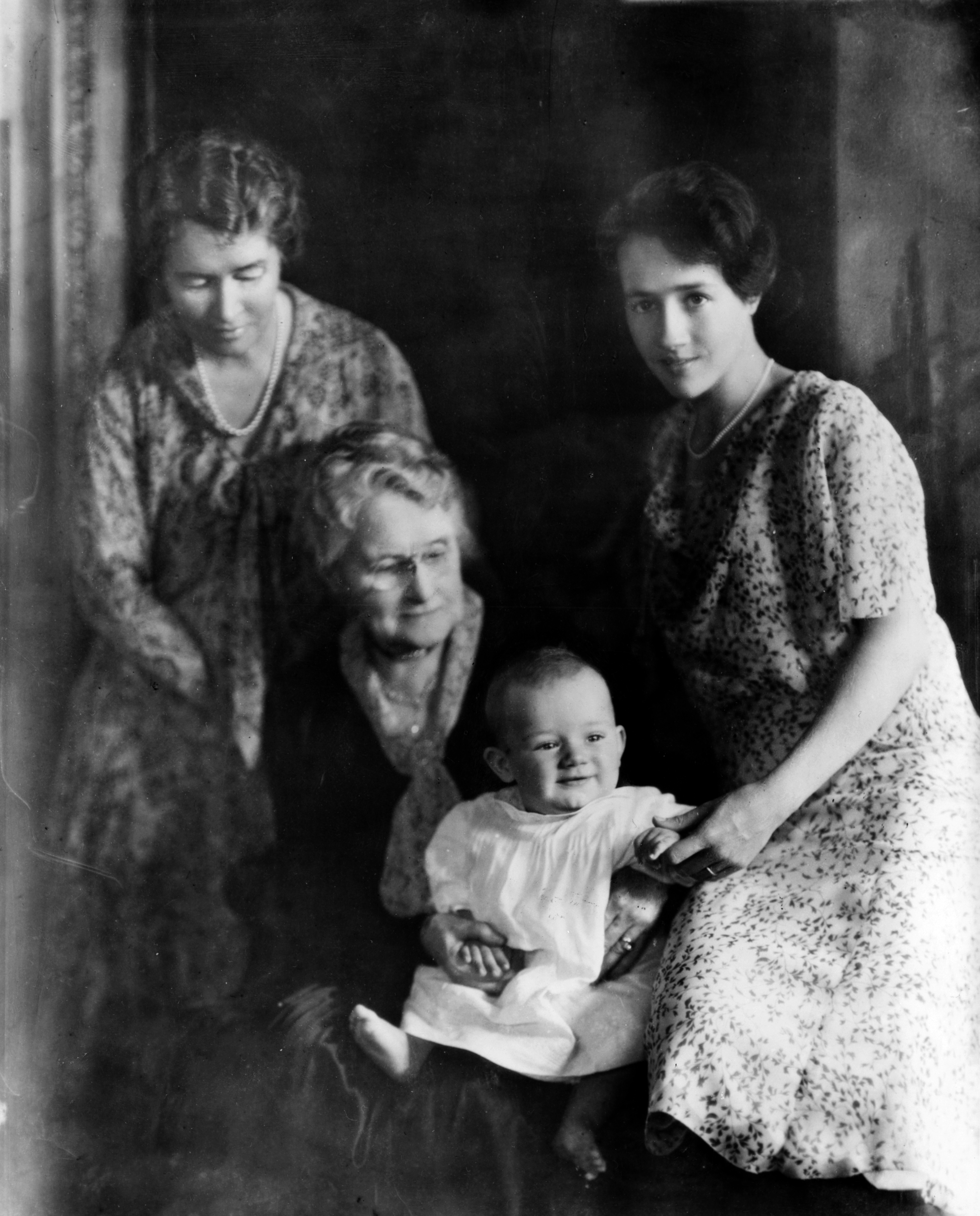
Anne Morrow Lindbergh (till höger) med sonen Charles Lindbergh Jr, sin mor och sin mormor, 1931.

Anne Morrow Lindbergh, ursprungligen Anne Spencer Morrow, född 22 juni 1906 i Englewood, New Jersey, död 7 februari 2001, var en amerikansk författare och flygare. Hon skrev lyrik, reseskildringar och essäer. Hon var dotter till bankmannen Dwight Morrow och från 1929 gift med flygaren Charles Lindbergh. Ett av hennes kändaste verk är Gåva från havet från 1955, som är en reflektion över kvinnan och äktenskapet.

## Författarskap
Anne Morrow Lindbergh debuterade 1935 med boken Norröver till Orienten, som skildrar hennes och makens flygning till Kina via den nordliga rutten över Alaska. Boken blev en storsäljare och fick det första National Book Award för facklitteratur. Hennes nästa bok var Hör, vinden! från 1939, som skildrar makarnas arbete i Afrika. Även denna blev en framgång, men bannlystes från flera judiska bokkedjor i Förenta staterna på grund av Charles Lindberghs uttalade tyskvänlighet. Anne Morrow Lindbergh följde upp detta 1940 med essän The wave of the future ("framtidens våg"), där hon argumenterar för ett fredsavtal med Tyskland och att världen måste lära sig att leva med fascismen. Boken mottogs med ett massivt fördömande från såväl den amerikanska pressen som Franklin D. Roosevelts regering, och Lindbergh utmålades, liksom maken, som självtillräcklig och antisemitisk. Lindbergh, som alltid hade varit självkritiskt lagd, tog det hela mycket hårt.
På 1950-talet gjorde hon en resa på egen hand till Captiva Island i Florida, där hon bodde i en stuga och samlade snäckor. Vistelsen resulterade i boken Gåva från havet, som gavs ut 1955 och sålde i miljontals exemplar. I boken rannsakar Lindbergh kvinnorollen, äktenskapets förpliktelser och vikten av egentid. Under 1970-talet gav hon ut sina brev och dagböcker i bokform, där hon bland annat delger sina upplevelser vid bortrövandet och mordet på sin son 1932.

## Utgivet
- Norröver till Orienten (North to the Orient) (1935, sv. 1935)
- Hör, vinden! (Listen! The wind) (1938, sv. 1939)
- The wave of the future: a confession of faith (1940)
- The steep ascent (1944)
- Gåva från havet (Gift from the Sea) (1955, sv. 1956)
- The unicorn and other poems 1935–1955 (1956)
- I nöd och lust (Dearly beloved) (1962, sv. 1963)
- Earth shine (1969)
- Bring me a unicorn: diaries and letters of Anne Morrow Lindbergh, 1922–1928 (1971)
- Hour of gold, hour of lead: diaries and letters of Anne Morrow Lindbergh, 1929–1932 (1973)
- Locked rooms and open doors: diaries and letters of Anne Morrow Lindbergh, 1933–1935 (1974)
- The flower and the nettle: diaries and letters of Anne Morrow Lindbergh, 1936–1939 (1976)
- War without and within: diaries and letters of Anne Morrow Lindbergh, 1939–1944 (1980)